# Kotra
Kotra (hviderussisk: Котра, tr. Kotra, litauisk: Katra) er en 109 km lang flod i Hviderusland og Litauen. Floden er kendt på grund af et sjældent fænomen af flodforgrening.
Ula, der har sit udspring i Hviderusland, flyder i en nordvestlig retning. På grænsen mellem Hviderusland og Litauen, nær landsbyen Paramėliai, omkring 22 km sydøst for Varėna i Alytus apskritis, grener Ula sig ud i to selvstændige floder: Kotra, en biflod til Nemunas flyder mod sydvest, og Ula, en biflod af Merkys, flyder mod nordvest. Flodforgrening opstod i anden halvdel af 1800-tallet, da Ula på grund af erosion krydsede vandskellet mellem sit eget og Kotras afvandingsområde. Resultatet er, at Ula udvidede sit afvandingsområde med ca. 410 km², og Kotra mistede to bifloder. Processen forårsagede samtidig et fald i grundvandstanden og den næsten totale forsvinden af flere store søer i området.
Kotra udgør grænsen mellem Hviderusland og Litauen på de første 24 km af dens løb, og på de resterende 85 km til udmundingen i Nemunas løber Kotra gennem Hviderusland.
På strækningen langs grænsen flyder Kotra langs de sydlige dele af Čepkeliai-sumpene, et vådområde af international betydning. Med ændringerne i afvandingsområdet og grundvandsstanden er omkring 20 km² af åbne moser overgroet med træer. Varėna distriktskommune har etableret et 1.085 km² stort reservoir for at beskytte det naturlige vådmiljø.